# Alberto Tejada Noriega
Alberto Tejada Noriega (Lima, 1956. november 11. –) perui nemzetközi labdarúgó-játékvezető, urológus, Lima San Borja kerületének (2003-2010) polgármestere, politikus.

## Pályafutása

### Nemzeti játékvezetés
Játékvezetésből 1983-ban Limában vizsgázott. Vizsgáját követően a Limai Labdarúgó-szövetsége által üzemeltetett labdarúgó bajnokságokban kezdte sportszolgálatát. A Perui Labdarúgó-szövetség (FPF) Játékvezető Bizottságának (JB) minősítésével 1986-tól a Primera División játékvezetője. Küldési gyakorlat szerint rendszeres partbírói, majd 4. bírói szolgálatot végzett. A nemzeti játékvezetéstől 1998-ban visszavonult.

### Nemzetközi játékvezetés
A Perui labdarúgó-szövetség JB terjesztette fel nemzetközi játékvezetőnek, a Nemzetközi Labdarúgó-szövetség (FIFA) 1986-tól tartotta nyilván bírói keretében. A FIFA JB központi nyelvei közül a spanyolt beszéli. Több nemzetek közötti válogatott, valamint Copa Libertadores klubmérkőzést vezetett, vagy működő társának partbíróként, majd 4. bíróként segített. 1994-ben a Japánban szolgált, szakmai felkészültségével segítve a hazai játékvezetők fejlődését. A  nemzetközi játékvezetéstől 1998-ban búcsúzott. Válogatott mérkőzéseinek száma: 14.

#### Labdarúgó-világbajnokság
Az U20-as, az 1991-es ifjúsági labdarúgó-világbajnokságon a FIFA JB bíróként alkalmazta.
| Időpont          | Helyszín                        | Mérkőzés típusa              | Mérkőzés                      | Eredmény | Nézők száma |
| ---------------- | ------------------------------- | ---------------------------- | ----------------------------- | -------- | ----------- |
| 1991. június 15. | Primeiro de Maio Stadion, Braga | csoportmérkőzés (C. csoport) | Trinidad és Tobago–Ausztrália | 0 – 2    | 1720        |

---
Az 1994-es labdarúgó-világbajnokságon, valamint az 1998-as labdarúgó-világbajnokságon a FIFA JB játékvezetőként foglalkoztatta.  Selejtező mérkőzéseket az CONMEBOL illetve a CONCACAF zónákban vezetett. 1994-ben volt az első labdarúgó-világbajnokság, ahol ténylegesen külön tevékenykedtek a játékvezetők és a segítő partbírók. 1994-ben és 1998-ban a partbírók még nem kapcsolódtak szorosan a delegált nemzeti játékvezetőjükhöz. Világbajnokságon vezetett mérkőzéseinek száma: 3.

##### 1994-es labdarúgó-világbajnokság

###### Selejtező mérkőzés
| Időpont              | Helyszín                         | Mérkőzés típusa           | Mérkőzés                               | Eredmény | Nézők száma |
| -------------------- | -------------------------------- | ------------------------- | -------------------------------------- | -------- | ----------- |
| 1993. augusztus 18.  | Estadio Centenario, Montevideo   | előselejtező (2. csoport) | Uruguay–Ecuador                        | 0 – 0    | 45 000      |
| 1993. szeptember 19. | Maracanã Stadion, Rio de Janeiro | előselejtező (2. csoport) | Brazília–Uruguayi labdarúgó-válogatott | 2 – 0    | 10 153      |

###### Világbajnoki mérkőzés
| Időpont          | Helyszín                     | Mérkőzés típusa              | Mérkőzés           | Eredmény | Nézők száma |
| ---------------- | ---------------------------- | ---------------------------- | ------------------ | -------- | ----------- |
| 1994. június 19. | Rose Bowl Stadion, Pasadena  | csoportmérkőzés (B. csoport) | Kamerun–Svédország | 2 – 2    | 93 194      |
| 1994. június 29. | Citrus Bowl Stadion, Orlando | csoportmérkőzés (4. csoport) | Marokkó–Hollandia  | 1 – 2    | 60 578      |

##### 1998-as labdarúgó-világbajnokság

###### Selejtező mérkőzés
| Időpont           | Helyszín                                | Mérkőzés típusa              | Mérkőzés                                | Eredmény | Nézők száma |
| ----------------- | --------------------------------------- | ---------------------------- | --------------------------------------- | -------- | ----------- |
| 1997. március 16. | Ricardo Saprissa Aymá Stadion, San José | előselejtező (döntő csoport) | Costa Rica–Mexikó                       | 0 – 0    | 28 000      |
| 1996. április 24. | Brígido Iriarte Stadion, Caracas        | előselejtező (1. forduló)    | Venezuela–Uruguayi labdarúgó-válogatott | 0 – 2    | 6839        |
| 1997. február 12. | Hernando Siles Stadion, La Paz          | előselejtező (9. forduló)    | Bolívia–Chile                           | 1 – 1    | 41 908      |

###### Világbajnoki mérkőzés
| Időpont          | Helyszín                                 | Mérkőzés típusa              | Mérkőzés         | Eredmény | Nézők száma |
| ---------------- | ---------------------------------------- | ---------------------------- | ---------------- | -------- | ----------- |
| 1998. június 14. | Geoffroy-Guichard Stadion, Saint-Étienne | csoportmérkőzés (F. csoport) | Jugoszlávia–Irán | 1 – 0    | 30 392      |

#### Copa América
Az 1993-as Copa América, valamint az 1995-ös Copa América labdarúgó tornán a COMNEBOL JB bíróként vette igénybe szolgálatát.

##### 1993-as Copa América
| Időpont          | Helyszín                          | Mérkőzés típusa              | Mérkőzés                                                      | Eredmény | Nézők száma |
| ---------------- | --------------------------------- | ---------------------------- | ------------------------------------------------------------- | -------- | ----------- |
| 1993. június 16. | Bellavista Stadion, Ambato        | csoportmérkőzés (A. csoport) | Uruguayi labdarúgó-válogatott–Egyesült Államok                | 1 – 0    | 25 000      |
| 1993. június 22. | Olímpico Atahualpa Stadion, Quito | csoportmérkőzés (A. csoport) | Venezuelai labdarúgó-válogatott–Amerikai labdarúgó-válogatott | 3 – 3    | 45 000      |
| 1993. június 27. | Városi Stadion, Guayaquil         | egyik negyeddöntő            | Argentína–Brazil labdarúgó-válogatott                         | 1 – 1    | 25 000      |
| 1993. június 30. | Olímpico Atahualpa Stadion, Quito | egyik elődöntő               | Mexikói labdarúgó-válogatott–Ecuadori labdarúgó-válogatott    | 2 – 0    | 45 000      |

##### 1995-ös Copa América
| Időpont          | Helyszín                             | Mérkőzés típusa              | Mérkőzés                                                  | Eredmény | Nézők száma |
| ---------------- | ------------------------------------ | ---------------------------- | --------------------------------------------------------- | -------- | ----------- |
| 1995. július 8.  | Parque Artigas Stadion, Paysandú     | csoportmérkőzés (C. csoport) | Amerikai labdarúgó-válogatott–Chilei labdarúgó-válogatott | 2 – 1    | 16 000      |
| 1995. július 14. | Parque Artigas Stadion, Paysandú     | csoportmérkőzés (C. csoport) | Bolíviai labdarúgó-válogatott–Chilei labdarúgó-válogatott | 2 – 2    | 11 000      |
| 1995. július 17. | Atilio Paiva Olivera Stadion, Rivera | egyik negyeddöntő            | Brazil labdarúgó-válogatott–Argentin labdarúgó-válogatott | 2 – 2    | 24 000      |

## Szakmai sikerek
- 1994-ben a Perui Labdarúgó-szövetség Játékvezető Bizottsága az Év Játékvezetője megtisztelő címet adományozta.
- Az IFFHS (International Federation of Football History & Statistics) 1987-2011 évadokról tartott nemzetközi szavazásán 151, játékvezető besorolásával minden idők 109, legjobb bírójának rangsorolta, holtversenyben  Ahmet Çakar, Pietro D’Elia, Arturo Daudén Ibáñez, Antonio Maruffo Mendoza, Sergio Fabián Pezzotta, Carlos Silva Valente társaságában.

## Családi vonatkozás
Édesapja Alberto Tejada Burga az 1960-as évek végén, az 1970-es évek elején szintén FIFA játékvezetőként tevékenykedett.